# Borzuj
Borzuj, Borzywuj – staropolskie imię męskie, złożone z członów Borz(y)- ("walczyć, zmagać się") i -(w)uj ("wuj"). 
Borzuj mogło też być formą tworzoną od imienia Borzywoj.